# Chafiga Mammadova
Pour les articles homonymes, voir Mammadova.
 (mai 2021).
La mise en forme du texte ne suit pas les recommandations de Wikipédia : il faut le « wikifier ».
Les points d'amélioration suivants sont les cas les plus fréquents :
- Les titres sont pré-formatés par le logiciel. Ils ne sont ni en capitales, ni en gras.
- Le texte ne doit pas être écrit en capitales (les noms de famille non plus), ni en gras, ni en italique, ni en « petit »…
- Le gras n'est utilisé que pour surligner le titre de l'article dans l'introduction, une seule fois.
- L'italique est rarement utilisé : mots en langue étrangère, titres d'œuvres, noms de bateaux, etc.
- Les citations ne sont pas en italique mais en corps de texte normal. Elles sont entourées par des guillemets français : « et ».
- Les listes à puces sont à éviter, des paragraphes rédigés étant largement préférés. Les tableaux sont à réserver à la présentation de données structurées (résultats, etc.).
- Les appels de note de bas de page (petits chiffres en exposant, introduits par l'outil «  Source ») sont à placer entre la fin de phrase et le point final[comme ça].
- Les liens internes (vers d'autres articles de Wikipédia) sont à choisir avec parcimonie. Créez des liens vers des articles approfondissant le sujet. Les termes génériques sans rapport avec le sujet sont à éviter, ainsi que les répétitions de liens vers un même terme.
- Les liens externes sont à placer uniquement dans une section « Liens externes », à la fin de l'article. Ces liens sont à choisir avec parcimonie suivant les règles définies. Si un lien sert de source à l'article, son insertion dans le texte est à faire par les notes de bas de page.
- La présentation des références doit suivre les conventions bibliographiques. Il est recommandé d'utiliser les modèles {{Ouvrage}}, {{Chapitre}}, {{Article}}, {{Lien web}} et/ou {{Bibliographie}}. Le mode d'édition visuel peut mettre en forme automatiquement les références.
- Insérer une infobox (cadre d'informations à droite) n'est pas obligatoire pour parachever la mise en page.

Pour une aide détaillée, merci de consulter Aide:Wikification.
Si vous pensez que ces points ont été résolus, vous pouvez retirer ce bandeau et améliorer la mise en forme d'un autre article.
Chafiqa Mammadova (en azéri: Şəfiqə Haşım qızı Məmmədova; née le 30 mars 1945 dans la ville de Derbent, au Daghestan) est une actrice azerbaïdjanaise.

## Biographie
En 1968 Chafiqa Mammadova est diplômé de la Faculté de comédie musicale de l'Institut du théâtre d'État d'Azerbaïdjan.
Par ordre du Président Ilham Aliyev en date du 29 mars 2025, Shafiqa Mammadova a été décorée de l'Ordre de la Souveraineté pour ses services exceptionnels dans le développement de la culture azerbaïdjanaise. L'ordre lui a été remis le même jour par le Président Ilham Aliyev.

### Rôles
En 1980, elle reçoit le prix d'État d'Azerbaïdjan pour son rôle de Dilara dans la pièce d'Anar Les jours d'été de la ville et le prix d'État de l'URSS pour son interprétation de la femme de l'enquêteur dans le film de 1981 de Rasim Odjagov L'enquête.
En 1968, elle est admise dans la troupe du Théâtre national dramatique académique et crée de charmantes images de scène dans les pièces 
- Hamlet  W. Shakespeare (Gertrude),
- Nakam giz  d'Alexander Shirvanzadeh (Sona),
- Cadavre vivant de L. Tolstoï (Masha),
- Khayyam de H. Djavid (Sevda),
- Réunion des fous de Dj. Mammadguluzade ( Pırpız Sona) et d’autres[4].

### Carrière de pédagogue
En 1980, à l'apogée de sa carrière, Mammadova s’éloigne du théâtre et commence à enseigner à l'Université d'État de la culture et des arts d'Azerbaïdjan (ancien Institut du théâtre).

## Filmographie

### Téléfilms
- 1974 : Carvadarlarin izi ila
- 1978 : Den rozhdeniya : Sariya

### Cinéma
- 1969 : Bizim Cäbish Müällim : femme de Jabish
- 1975 : Dädä Qorqud : Burla xatun
- 1977 : Vulkana dogru
- 1979 : Istintaq : Gülya

## Récompenses
- Artiste émérite d'Azerbaïdjan - 1er juin 1974
- Décret honorifique du Soviet suprême de la RSS d'Azerbaïdjan - 24 février 1979
- Artiste du peuple de la RSS d'Azerbaïdjan - 1er décembre 1982
- Ordre Charaf - 25 juin 2013
- Prix Djafar Djabbarli - 22 mai 2018
- I degré ordre Travail - 29 mars 2020
- Ordre Chohrat[5]
- Ordre de la Souveraineté[2]